# Gerone I
(Ateneo 512)
Geróne o Ieróne (in greco antico: Ἱέρων?, Hièrōn) (... – Katane, 466 a.C.), è stato tiranno di Gela dal 485 o 484 a.C., al 478 o 477 a.C. e, successivamente, tiranno di Siracusa fino alla morte.
Figlio secondogenito di Dinomene di Gela, Gerone è noto per essere stato un abile mecenate: portò infatti alla corte aretusea alcuni tra i più grandi letterati in auge a quel tempo, tra i quali Pindaro ed Eschilo.
Intraprese diverse battaglie come comandante dell'esercito siracusano, di cui la più nota è lo scontro navale di Cuma, avvenuto nel 474 a.C. in acque italiche contro gli Etruschi, sui quali riportò una importante vittoria, spesso interpretata come causa o concausa della definitiva crisi dell'antico popolo dell'Etruria.
Alle falde dell'Etna Gerone rifondò Katane e la ribattezzò Aitna. Il centro divenne sul finire del suo governo la sua dimora fissa, tanto che il tiranno verrà soprannominato da Eschilo "Gerone l'Etneo" e nel centro etneo morirà.
Viene indicato come "Gerone I" per distinguerlo da Gerone II (o Ierone II), tiranno di Siracusa dal 270 al 215 a.C.

## Gerone tiranno di Gela
Succede come tiranno di Gela al fratello Gelone, quando questi introduce la tirannia a Siracusa e vi si trasferisce.

## Il problema della successione a Gelone
|          |                                      |                                      |          |                     |          |          |           |           |
|          |                                      |                                      |          | Dinomene il Vecchio |          |          |           |           |
|          |                                      |                                      |          |                     |          |          |           |           |
|          |                                      |                                      |          |                     |          |          |           |           |
|          | Gelone sp. Damarete figlia di Terone | Gelone sp. Damarete figlia di Terone | Gerone I | Gerone I            | Polizelo | Polizelo | Trasibulo | Trasibulo |
|          |                                      |                                      |          |                     |          |          |           |           |
|          |                                      |                                      |          |                     |          |          |           |           |
| (figlio) | (figlio)                             | (?)                                  | (?)      |                     |          |          |           |           |
|          |                                      |                                      |          |                     |          |          |           |           |
|          |                                      |                                      |          |                     |          |          |           |           |
|          |                                      | Ierocle                              |          |                     |          |          |           |           |

Gelone muore nel 478 o nel 477 a.C. La tradizione (tendenzialmente ostile a Gerone) vuole che Gelone, sebbene avesse un figlio, ponesse le condizioni per una successione diarchica: sul letto di morte, infatti, Gelone avrebbe nominato suo successore Gerone, affidando all'altro fratello Polizelo il figlio e la moglie Demarete, oltre ad una non meglio specificata strateghìa.
Assunta la tirannia di Siracusa, Gerone entra in contrasto con Polizelo e il confronto determina, tra le altre cose, l'istituzione di una sorta di polizia segreta. Conscio che il favore del popolo è diretto al fratello, Gerone teme di perdere il trono. Per questo invia Polizelo a soccorrere esuli sibariti in conflitto con i Crotoniati. Si tratta di un passaggio fondamentale per la politica estera di Siracusa, che per la prima volta si ingerisce direttamente nelle questioni di Magna Grecia. Non è noto l'esito della spedizione: secondo Timeo di Tauromenio Polizelo l'avrebbe condotta con successo. Al ritorno, però, invece di dirigersi a Siracusa, Polizelo ripiega ad Akragas, dal tiranno emmenide Terone, suo suocero. Ne nasce una contrapposizione con Gerone, ma l'intervento del poeta Simonide di Ceo, chiamato a risolvere la questione, si risolve in una vittoria per l'erede designato.
Prima che il conflitto tra i due fratelli sia risolto, però, la polis di Imera, in quel periodo controllata da Terone per mezzo del figlio Trasideo, cerca di liberarsi del tiranno agrigentino chiedendo aiuto a Gerone. Questi comprende che il frangente è favorevole ad una composizione con Terone e denuncia la ribellione imerese. La repressione ad Imera è durissima, tanto che gli Emmenidi dovranno in seguito rimpinguare la popolazione con altri coloni. È inoltre probabile che l'intesa tra Terone e Gerone comporti anche l'insediamento di Polizelo a Gela, il quale è ricordato da una dedica delfica come Γέλας ἀνάσσων (Ghelas anasson), cioè "reggitore" o "signore di Gela", quando Gela però risulta ormai confinata ad un ruolo marginale nel panorama siceliota. Ed è assai probabile che Polizelo, in veste di tiranno di Gela, abbia tentato di prendere le distanze da Gerone e di avvicinarsi a Terone, il quale, peraltro, ne sposa una figlia, di modo che i due risultano avere una sorta di parentela speculare (ciascuno è infatti suocero e genero dell'altro). Ma anche il conflitto tra Akragas e Siracusa giunge ad una composizione (seppur non definitiva), con Gerone che sposa una nipote di Terone.

## Gerone tiranno di Siracusa

### L'alleanza con Locri e il conflitto con Crotone
Una volta assicuratasi la tirannia di Siracusa, Gerone deve confrontarsi con Anassilao di Reggio, che minaccia Locri, così come attestano gli scoliasti di Pindaro (ad Pyth. 1, 99), che citano un frammento di Epicarmo (98 K./121 Ol.):
L'episodio può essere datato tra il 477 e il 476 a.C., un anno prima che Anassilao morisse. Il tiranno di Reggio cerca di avvantaggiarsi della conflittualità interna ai Dinomenidi e di concludere vittoriosamente l'antico contrasto con i Locresi, attaccando con le forze di Messana, governata da suo figlio Leofrone, e con le proprie. Per Gerone è sufficiente inviare il cognato Cromio per far desistere Anassilao dall'intento, il che è indicativo di quanto fosse potente Siracusa. La riconoscenza dei Locresi verso Gerone è ricordata da Pindaro (Pyth. 2, 18-20). È probabile che a stretto giro Locri e Siracusa siglino un trattato di symmachia.
Ma l'interventismo siracusano in Magna Grecia non si esaurisce qui. In questa fase è Crotone la maggiore potenza di Magna Grecia, ma il centro è afflitto da un conflitto interno, relativo alla divisione della chora di Sibari. I Sibariti chiedono aiuto a Siracusa e questa sollecita le loro istanze separatiste contro Crotone. Al contempo, la polis aretusea seconda Locri contro Temesa. È possibile che in questo sforzo in Magna Grecia Siracusa possa contare sull'appoggio di Poseidonia, come sembrano suggerire le emissioni monetali di Poseidonia in questo periodo: sembra infatti che la colonia di Sibari in questo periodo passi da un accordo commerciale con Elea ad un circuito riferibile a Siracusa.

### La rifondazione di Katane
Sul fronte interno, tra il 476 e il 475 a.C., Gerone opera, come già Gelone, un intenso programma di redistribuzione demografica, come attesta Diodoro (XI, 49):
L'operazione è favorita da una eruzione dell'Etna, che anche Pindaro e Eschilo menzionano. Il significativo processo di ripopolamento definisce tre centri del dominio di Gerone: la capitale Siracusa, Lentini, dove i Calcidesi possono essere controllati, e Aitna (che è Katane ribattezzata), dove risiedono i mercenari. La zecca di Aitna adotta il tipo della quadriga, ma sulle monete appare anche Zeus Etneo, divinità preposta all'attività del vulcano.
La rifondazione di Katane è oggetto della celebrazione pindarica (Pyth. 1, 58-70). In essa Gerone è proclamato cittadino etneo e a Dinomene, figlio di Gerone, viene attribuito il titolo di re (βασιλεύς, basiléus) di Aitna. Anche le Etnee avevano a tema la rifondazione di Katane, ma dell'opera restano solo pochi frammenti. Sembra che la propaganda dinomenide tendesse ad appropriarsi di tradizioni sia sicule sia euboiche. Sicule, perché nelle Etnee la polis aretusea è presentata come grande fattore di ellenizzazione del mondo indigeno isolano, ad esempio nel caso dell'appropriazione dei culti legati ai Palici, che significa una «depauperizzazione di tutte le tradizioni connotanti identità anelleniche». Euboiche, perché Eschilo dipinge una Siracusa che si ricollega alle tradizioni fondative delle poleis ioniche.

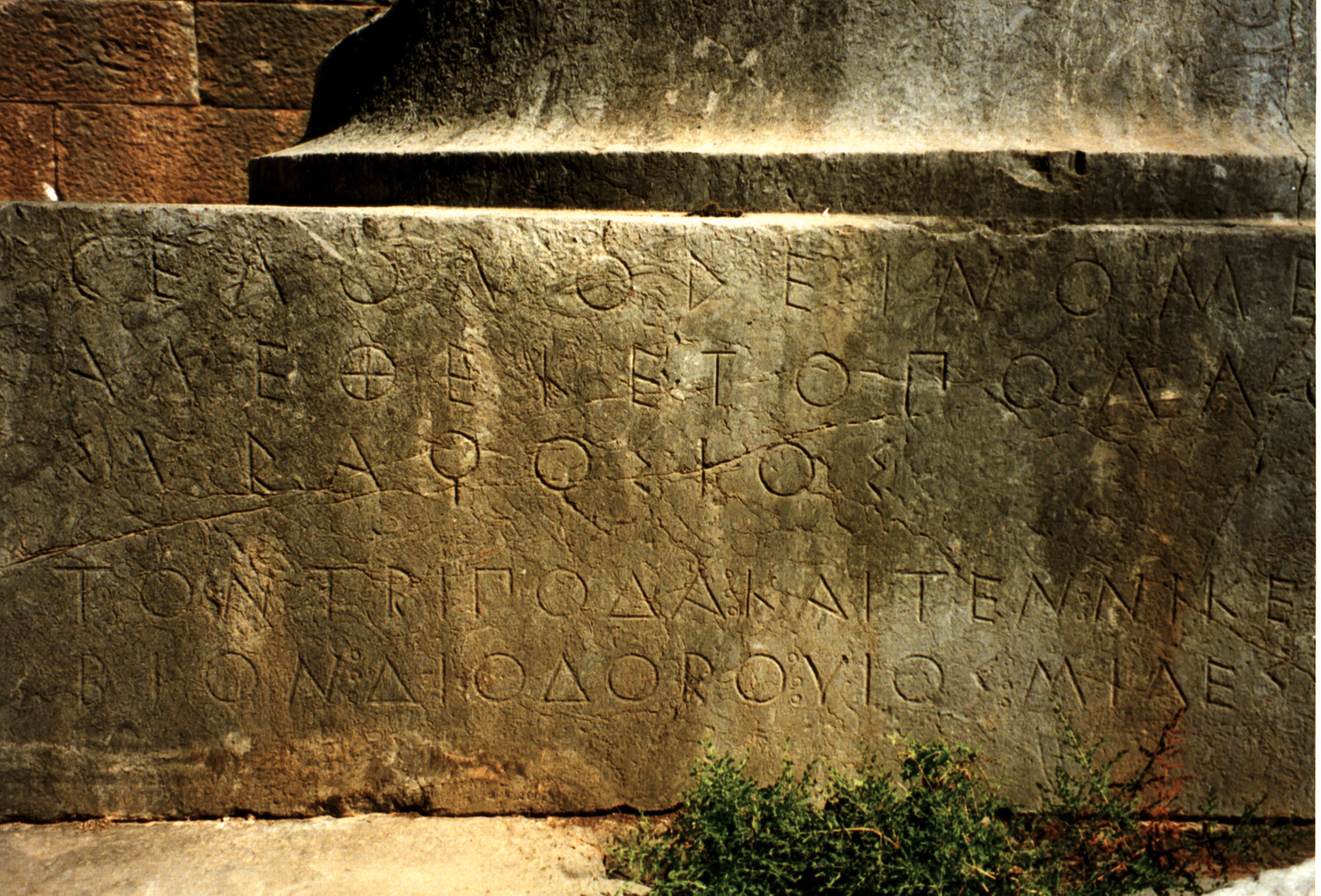
L’iscrizione di Gerone a Delfi

### Gerone ai giochi panellenici
Gerone partecipa nel 476 a.C. all'Olimpiade, ma l'ateniese Temistocle ne approfitta per scagliarsi contro di lui, reo di aver negato il soccorso alla madrepatria durante le guerre contro i Persiani. Ma il proposito non va in porto e Gerone vince anche la corsa dei cavalli. In onore della sua vittoria, il tiranno lascerà scolpita un’iscrizione alla base del Tempio di Apollo a Delfi.

### La battaglia di Cuma e la politica estera siracusana nel Tirreno

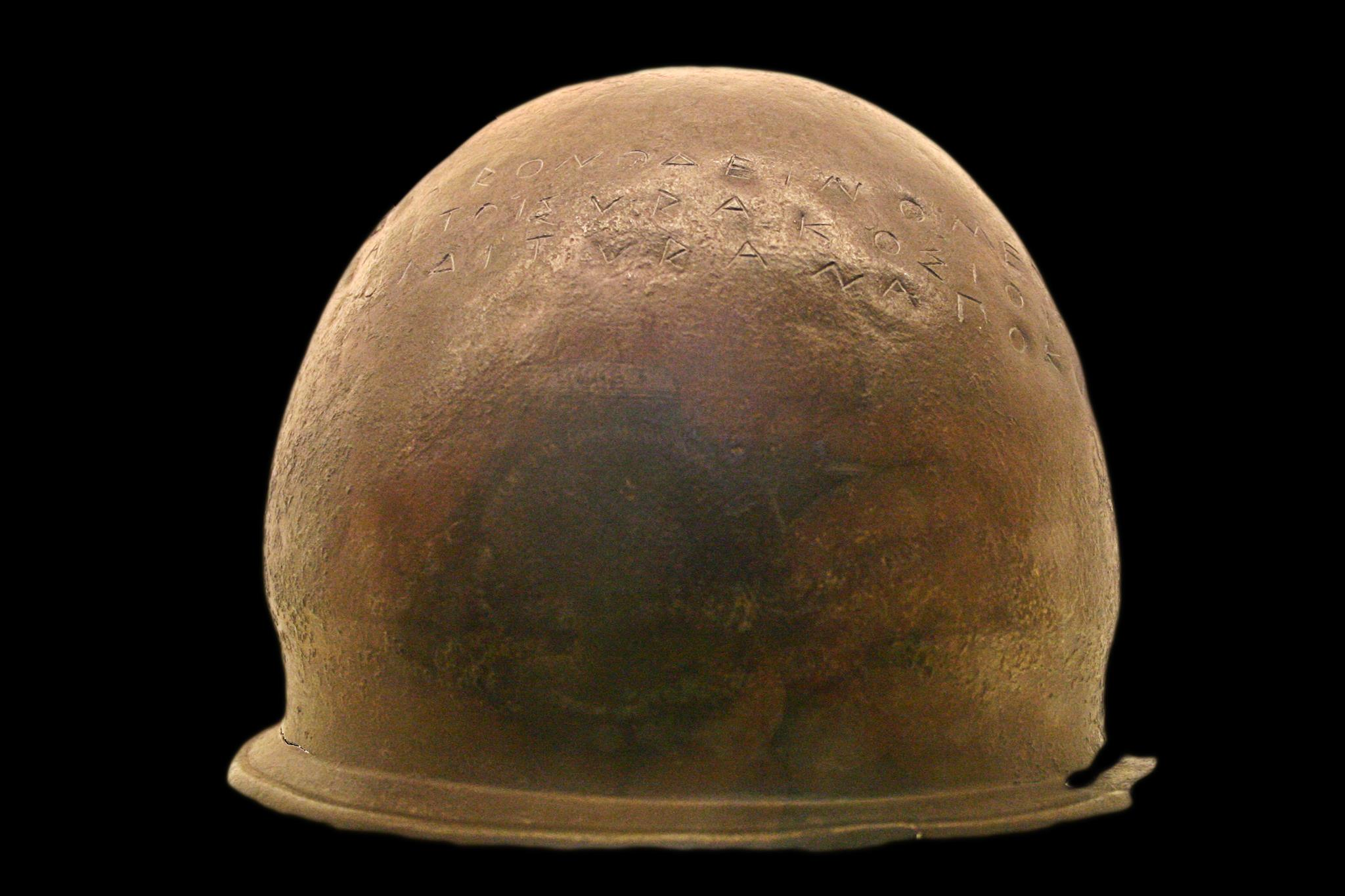
Elmo celebrativo della vittoria di Gerone a Cuma, offerto al santuario di Zeus a Olimpia e attualmente conservato al British Museum (elmo A: scheda oggetto). Altri due, anch'essi provvisti di iscrizione, sono conservati al Museo di Olimpia (elmi B e C)

Nel 474 o nel 473 a.C., Gerone entra in guerra a fianco dei Cumani contro gli Etruschi, probabilmente Etruschi campani che razziavano le poleis della Magna Grecia, come sembrano indicare la conquista delle Isole Eolie, i saccheggi operati contro Cuma, le fortificazioni edificate da Anassilao. Cuma chiede aiuto a Siracusa e Gerone riporta una grande vittoria, nella battaglia di Cuma. Il tiranno siracusano ha anche agio di installare una guarnigione a Pitecussa, che però, anche a motivo di attività eruttive, non dura a lungo. Dopo la difesa di Locri, l'aiuto ai Sibariti e la lotta ai Crotoniati, la battaglia per Cuma rappresenta il culmine dell'attività di Gerone all'estero, che si qualifica soprattutto per l'interesse per l'area tirrenica. Non è però facile indicare la misura del successo di queste ambizioni siracusane, anche perché Siracusa non impone i propri tipi monetali, né cerca di strappare tributi alle terre controllate, né, a quanto pare, sospende i rapporti commerciali con gli Etruschi.
La politica siracusana nel Tirreno trova un appoggio in Micito, reggente per conto dei figli di Anassilao, il quale fonda Pissunte, probabilmente contro Elea, e si allea con Taranto in chiave anticrotoniate. Ma la sconfitta di Taranto per mano degli Iapigi provoca la caduta di Micito, sollecitata dallo stesso Gerone.

### Contro Trasideo
Tra il 472 e il 471 a.C. muore Terone. Gli succede Trasideo, che avvia una politica ostile a Siracusa, ingaggiando mercenari, armandosi e spronando Imera. Gerone, seppur malato, riesce a sconfiggere l'avversario e Trasideo perde il regno.

### La morte
Gerone morì nel 466 a.C. lapidato non si sa da chi. Si narra che la statua scolpita in suo onore cadde nel medesimo giorno in cui morì. Viene sepolto in Aitna, ma la polis etnea non sopravviverà molto al "rifondatore": gli esuli calcidesi rientrano e scacciano i coloni di Gerone, che si rifugiano a Inessa. Ad Aitna viene restituito il nome "Katane", mentre Inessa viene ribattezzata a sua volta Aitna. Il monumento funebre a Gerone a Katane viene distrutto.

## La figura di Gerone
Gerone era conosciuto anche come un mecenate. Eschilo, Pindaro, Simonide e Bacchilide trovarono ospitalità presso la corte del tiranno e ne esaltarono le doti in alcune delle proprie opere.
La sua tirannide è da Plutarco paragonata a quella di Pisistrato e di Gelone: tutti e tre presero il potere in modo illecito, ma lo utilizzarono con virtù, diedero alla propria città buone leggi, svilupparono l'agricoltura e furono savi e modesti.

### Opere dedicate a Gerone
- In onore del sovrano, Pindaro scrisse:
  - Pitica I: Per Gerone di Etna vincitore nella corsa dei carri;
  - Pitica III: Per Gerone di Siracusa;
  - Olimpica I: Per Gerone di Siracusa con il cavallo montato.
- Bacchilide scrisse A Gerone per i cavalli d'Olimpia.
- Senofonte scrisse Ierone, un dialogo tra Ierone e il poeta Simonide.[18]
- Nel 1895, il poeta Mario Rapisardi scrisse Per una medaglia di Gerone.[19]